# إزالة الفوسفات
إزالة الفوسفات أو نزع الفوسفات (بالإنجليزية: Dephosphorylation)‏، هو إزالة مجموعة الفوسفات (PO43−) عن المركبات العضوية بواسطة التحلل المائي. ويعد تفاعل رجعى. وعملية ازالة الفوسفات ونظيرتها إضافة الفوسفات تعمل على تنشيط وتثبيط الإنزيمات عن طريق إضافة وفصل استرات وانهيدريدات الفوسفات. و حدوث عملية إزالة الفوسفات ينتج عنها تحول ATP إلى ADP بالإضافة إلى فوسفات غير عضوي.
عملية إزالة الفوسفات توظف نوع من الانزيمات التحليلية و التي تقوم بفسخ رابطة الاستر . و الانزيم التحليلي الأساسي هو الفوسفاتاز. يقوم انزيم الفوسفاتاز بإزالة مجموعة الفوسفات بواسطة تحليل الاسترات الأحادية لحمض الفوسفوريك إلى ايونات الفوسفات وجزيء يحوي مجموعة هيدروكسيل (-OH).
يحدث تفاعل إضافة وإزالة الفوسفات المرتجع في كل عملية حيوية طبيعية كما أنه هام للمحافظة على حيوية الكائنات الحية . و لأن عملية ازالة الفوسفات عملية أساسية في الإشارات الخلوية وتصنيع البروتين ولذا يتم استخدامها في علاج بعض الحالات كأمراض القلب و السكرى والزهايمر.

## التاريخ
يرجع اكتشاف عملية إزالة الفوسفات إلى مجموعة من التجارب لاختبار انزيم الفوسفوريليز والذي تم عزله من عضلات جسم الارنب .و في عام 1955 قام كل من ايدوين كريبس وايدموند فيشر باستخدام ATP المشع ليحدد ان الفوسفات يضاف إلي بقايا سيرين الفوسفوريلاز ليقوم بتحويله من الصورة a إلي الصورة b من خلال إضافة الفوسفات .